# Marie-Anne Colbert
Marie-Anne Colbert, née en 1665 et morte en 1750, est la troisième fille de Jean-Baptiste Colbert (1619-1683), contrôleur général des finances de France, secrétaire d'État de la Maison du Roi et Secrétaire d'État de la Marine, ainsi que de Marie Colbert, cousine par alliance avec Alexandre Bontemps (né en 1666).
Elle s'est mariée le 14 février 1679 à Louis de Rochechouart, duc de Mortemart d'où 5 enfants :
- Louis II de Rochechouart (1681-1746), duc de Mortemart, marié en 1703 avec Marie-Henriette de Beauvilliers puis en 1732 avec Marie Élisabeth de Nicolay.
- Jean-Baptiste Ier de Rochechouart (1682-1757), duc de Mortemart, marié en 1706 avec Marie-Madeleine Colbert, sa cousine.
- Marie-Anne de Rochechouart de Mortemart (1683-avant 1750), religieuse.
- Louise-Gabrielle de Rochechouart de Mortemart (1684-1750), religieuse.
- Marie-Françoise de Rochechouart de Mortemart (1686-1771), mariée en 1708 avec Michel II Chamillart, marquis de Cany et fils du ministre Michel Chamillart, puis en 1722 avec Jean-Charles de Talleyrand, prince de Chalais.

## Littérature
Marie-Anne apparaît dans la série d'Anne-Marie Desplat-Duc, Marie-Anne Fille du Roi.